# مدووکا

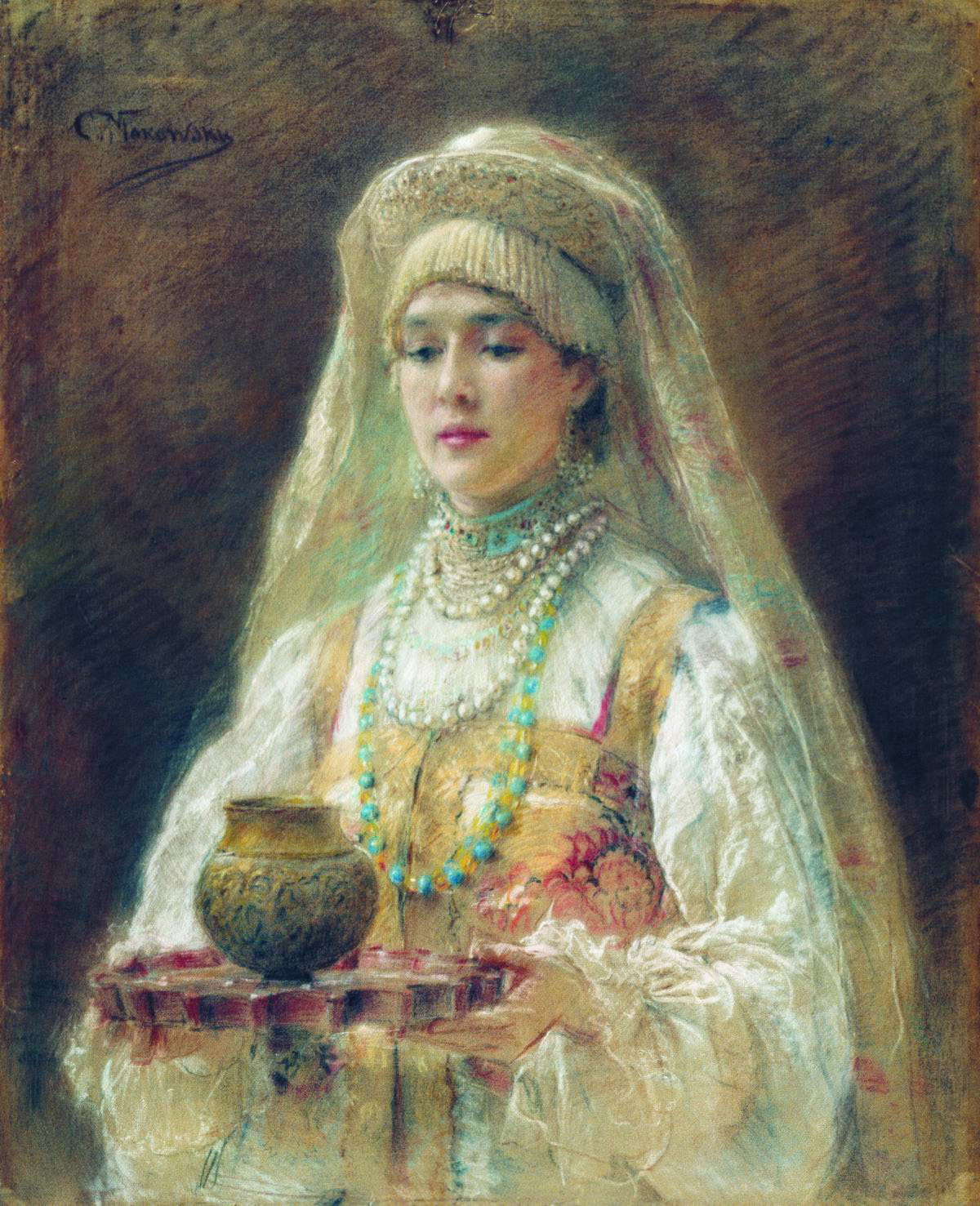
نقاشی کنستانتین ماکوفسکی با موضوع مِدووُخا

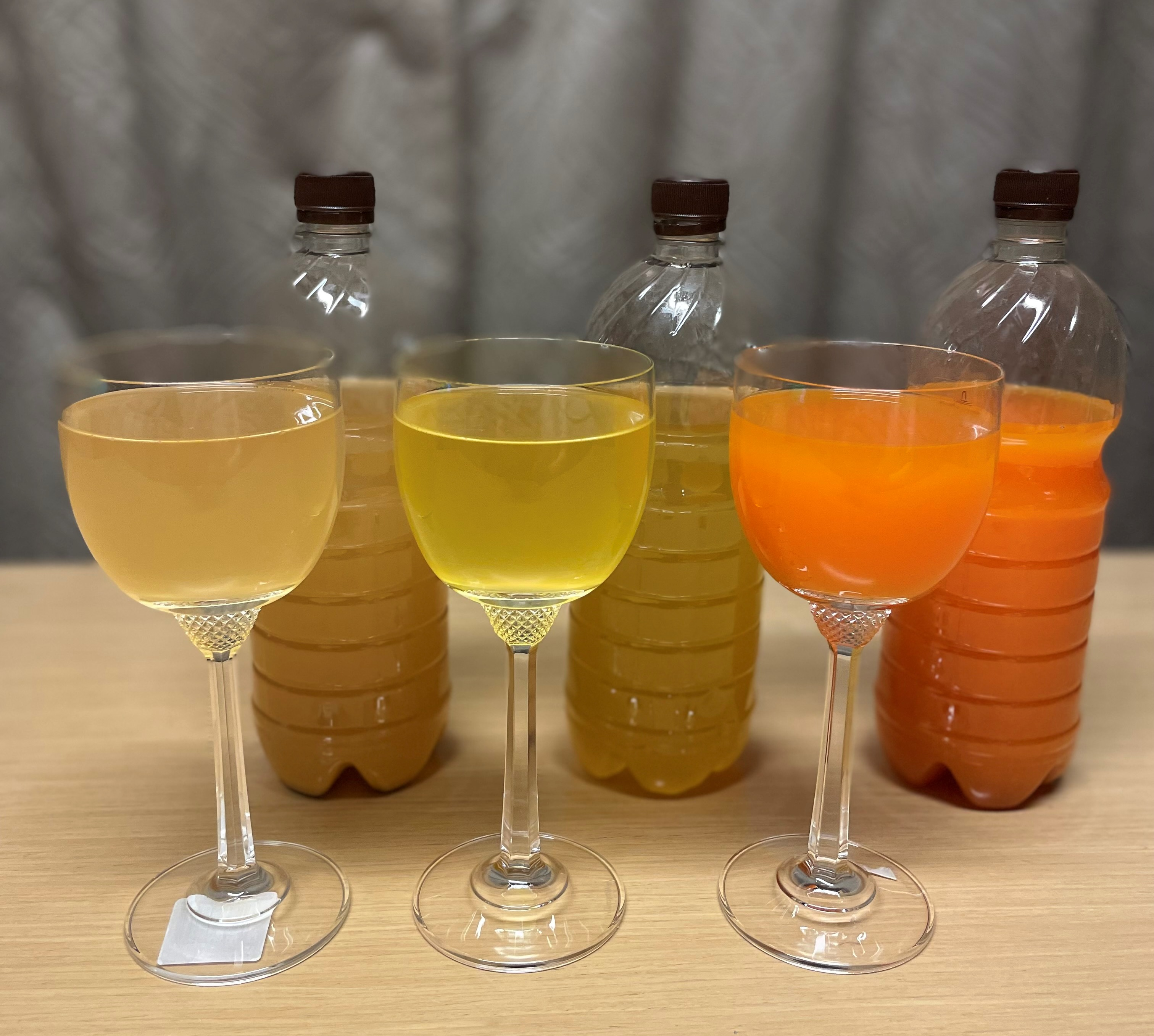

مدووکا یا مِدووُخا (روسی: медову́ха [mʲɪdɐˈvuxə]؛ اوکراینی: меду́ха، ت. «medukha»، آوانگاری: [meˈduxɐ]; بلاروسی: мяду́ха, медаву́ха، ت. «miadúha, miedavúha»، آوانگاری: [mʲaˈduxa]، [mʲɛdaˈvuxa]) یک نوشیدنی الکلی بر پایهٔ عسل در میان اسلاوها است. این نوشیدنی بسیار شبیه به می‌انگبین است، اما مِدووُخا بسیار سریع‌تر تولید می‌شود (حدود کمتر از یک ماه تخمیر).
واژه‌های انگلیسی mead و روسی medovukha با هم خویشاوند هستند و ریشهٔ آن‌ها به واژهٔ زبان نیا-هندواروپایی *médʰu (عسل) بازمی‌گردد. این نوشیدنی از زمان‌های پیش از مسیحیت در اروپای شرقی تولید می‌شده و محبوبیت خود را تا قرن نوزدهم حفظ کرد (برخلاف اروپای غربی که در قرون وسطی، می‌انگبین تا حد زیادی جای خود را به شراب و آبجو داده بود).
مِدووُخا نوشیدنی روسی کم‌الکل با ۱٫۲ تا ۹٫۰ درصد حجم الکل الکل اتیلیک است که با روش تخمیر از آب، عسل (حداقل ۸٪) و مخمر یا با مخلوط سادهٔ آب، عسل و الکل تهیه می‌شود.
این نوشیدنی در قرن هجدهم پدید آمد و هیچ ارتباطی با عسل نوشیدنی کهن روسی نداشت که نخستین اشاره‌ها به آن در سال ۸۸۰ میلادی در سالنامه آمده است.

## تاریخچه
نخستین شواهد مکتوب از مصرف الکل در میان اسلاوهای شرقی در سالنامه لاورنتین مربوط به سال ۹۴۶ میلادی دیده می‌شود: «اینک نزد شما می‌آیم، عسل‌های فراوان در آن شهر آماده کنید، همان‌جا که شوهرم را کشتند، تا بر مزارش بگریم و برایش تریزنا برپا کنم».
در قرن پانزدهم، تولید گستردهٔ عسل نوشیدنی به‌شدت کاهش یافت و در قرن شانزدهم کاملاً متوقف شد. در قرن هفدهم این نوشیدنی تنها به‌صورت پراکنده و خانگی دیده می‌شد. دلیل این امر ظهور و گسترش ودکا بود.
مِدووُخا در قرن هجدهم در ولیکی نووگورود پدید آمد و در قرن بیستم محبوب شد. در سال‌های نخست حکومت شوروی، با گسترش زنبورداری، اغلب عسل نارس برداشت می‌شد که نه قابل نگهداری بود و نه مناسب فروش. به همین دلیل، برخی زنبورداران برای استفادهٔ مجدد آن، عسل را با آب رقیق کرده و با مخمرهای «وحشی» یا مخمر نان تخمیر می‌کردند. همچنین فناوری‌هایی توسعه یافت که امکان تخمیر عسل کامل را نیز فراهم می‌کرد، با رقیق‌سازی و جوشاندن (استریلیزاسیون) سیتای حاصلالگو:پانویس نیازمند منبع.
مشهورترین سنت‌های عسل‌سازی در سوزدال و ولیکی نووگورود حفظ شده‌اند. مِدووُخا از نشانه‌های شاخص ولیکی نووگورود به‌شمار می‌رود.

## شیوهٔ تولید
زنبورداری وحشی یکی از نخستین حرفه‌های اسلاوها بود. آن‌ها دریافتند که عسل قابلیت تخمیر در فرآوری غذایی دارد و نخستین عسل تخمیری به‌عنوان یک کالای لوکس در اروپا پدید آمد که در مقادیر زیاد وارد می‌شد.
فرایند تخمیر به‌طور طبیعی بین ۱۵ تا ۵۰ سال طول می‌کشید و در نتیجه محصول بسیار گران‌قیمت بود و تنها برای نجیب‌زادگی قابل دسترسی بود. با این حال، اسلاوها دریافتند که اگر مخلوط عسل را گرم کنند، تخمیر بسیار سریع‌تر انجام می‌شود و این امکان را فراهم کرد که مِدووُخا به یک نوشیدنی مردمی در قلمرو روس' تبدیل شود.